# Světelný kužel

Světelný kužel v 2D prostoru se svislou časovou osou

Světelný kužel je ve speciální relativitě a v obecné relativitě dráha, kterou paprsek světla vycházející z jedné akce (lokalizované na jednom místě v prostoru a v jednom místě v čase) a cestující ve všech směrech, bude potřebovat k cestě časoprostorem. Představíme-li si světlo omezené na dvourozměrné rovině, světlo ze záblesku se bude rozprostírat v kruhu, poté co nastane událost E. Jestliže přidáme třetí rozměr a zobrazíme ve třetím rozměru rostoucí kružnice, výsledkem je světelný kužel, známý jako budoucí světelný kužel. Minulý světelný kužel je stejný jako budoucí, až na to, že je v opačném směru. Tedy kružnice se zmenšují dokud nekonvergují na daném místě, v bodě a v čase události E. Ve skutečnosti ovšem existují tři prostorově rozměry, takže světlo tvoří rozšiřující se nebo smršťující se sféry ve trojrozměrném prostoru, spíše než kružnice a kužel světla je ve skutečnosti čtyř-dimenzionální verze kuželu, jehož průřezy tvoří 3D sféry (analogicky průřezy trojrozměrného kuželu tvoří 2D kružnice). Ale pojem je snáze představitelný při snížení počtu prostorových dimenzí ze tří na dvě.
Vzhledem k tomu, že světlo a ostatní kauzální vlivy nemohou cestovat rychleji než je rychlost světla, světelný kužel hraje zásadní roli při formulování pojmu kauzalita. Pro danou akci E, soubor událostí, které leží na nebo uvnitř minulého světelného kuželu, bude také soubor všech událostí, které by mohly vyslat signál který by měl čas dostat se do E a nějakým způsobem ji ovlivnit. Například pokud v době deset let před událostí E vezmeme v úvahu množinu všech událostí v uplynulém světelném kuželu E, které se vyskytují v té době, výsledkem bude sféra s poloměrem deseti světelných let soustředěný na budoucí pozici události E. Takže každý bod ležící na nebo uvnitř sféry mohl vyslat signál pohybující se rychlostí světla nebo pomaleji, který bude mít čas ovlivnit událost E, zatímco body mimo sféru nebudou mít v danou chvíli kauzální vliv na událost E. Podobně soubor událostí ležící na nebo uvnitř budoucího světelného kužele E, bude také soubor událostí, které mohly přijímat signál z události E, takže budoucí světelný kužel obsahuje všechny události, které mohly událost E potenciálně ovlivnit. Události, které leží mimo minulý nebo budoucí světelný kužel E nemohou ovlivnit událost E nebo být událostí E ovlivněny.

## Matematická konstrukce
Ve speciální relativitě je světelný kužel povrch popisující časový vývoj záblesku světla v Minkowského prostoru. Toto lze zobrazit v trojrozměrném prostoru, jestliže vybereme dvě vodorovné osy jako osy prostorově, a na ose svislé zobrazíme čas. 
Světelný kužel je potom konstruován následujícím způsobem. Vezměme záblesk světla v čase t0 jako událost p. Všechny události, které mohou být dosaženy z tohoto impulzu p tvoří budoucí světelný kužel, zatímco ty události, které mohou odeslat světelný pulz do události p tvoří minulý světelný kužel.
Vzhledem k události E, světelný kužel klasifikuje všechny události v prostoročasu do pěti různých kategorií:
- Události na budoucím světelném kuželu E.
- Události na minulém světelném kuželu E.
- Události uvnitř budoucího světelného kuželu E, jedná se o události, které mohou být ovlivněny částicemi s nenulovou klidovou hmotností vyslanými v E.
- Události uvnitř minulého světelného kuželu E, tyto události mohou emitovat částice a ovlivnit událost E.
- Všechny ostatní události mimo světelný kužel nebo jeho hranici, které jsou jinde a nemohou žádným způsobem ovlivnit událost E nebo být událostí E ovlivněny.

Výše uvedená klasifikace platí v každé vztažné soustavě. Tedy vidí-li pozorovatel událost uvnitř světelného kuželu, bude tato považována za součást stejného světelného kuželu všemi dalšími pozorovateli, bez ohledu na jejich referenční rámec. Proto je tento koncept tak důležitý.
Výše uvedené se vztahuje k události, která nastala v určitém bodě prostoru a v určitém čase. Říci že jedna událost nemůže ovlivnit další znamená, že se světlo nemůže dostat z jednoho místa do druhého v daném čase. Světlo k každé události se nakonec dostane na místo události druhé, ale může k tomu dojít poté co tato událost proběhla.
S postupem času dochází k tomu, že budoucí světelný kužel z dané události roste tak, že zahrnuje více a více míst. Čili 3D koule představující průřez 4D kuželu v určitém okamžiku se postupně zvětšuje. Stejně tak, když si představíme čas běžící pozpátku z dané události, světelný kužel by rovněž zahrnoval více a více míst, tím více čím dále do minulosti bychom šli. Čím dále se určité místo nachází, tím později se pochopitelně do časového kuželu dostane. Například když uvažujeme o světelném kuželu události, která se koná na Zemi v roce 2016, hvězda nacházející se 10 000 světelných let daleko by se nacházela pouze uvnitř minulého časového kuželu. Událost na této hvězdě, která by mohla ovlivnit rok 2016 na Zemi by se musela stát před 10 000 roky nebo ještě více v minulosti. Minulý kužel světla události roku 2016 na Zemi obsahuje i velmi vzdálené objekty (všechny objekty v pozorovatelném vesmíru), ale pouze tak jak vypadaly dávno v minulosti, když byl vesmír mladý.
Dvě události, které se stanou ve stejnou dobu na různých místech jsou vždy mimo své minulé i budoucí časové kužely, protože rychlost světla je konečná. Ostatní pozorovatelé mohou tyto události vidět vidět na různých místech a v různých časech, ale vždy je uvidí ve vzájemně různých časových kuželech.
Použijeme-li jednotky v nichž je rychlost světla ve vakuu definovaná jako přesně 1, například když se rychlost měří ve světelných sekundách a čas v sekundách, potom bude mít kužel sklon 45 stupňů, protože světlo se pohybuje ve vakuu rychlostí jedné světelné sekundy za sekundu. Vzhledem k tomu, že speciální relativita požaduje aby byla rychlost světla stejná ve všech inerciálních vztažných soustavách, všichni pozorovatelé musí vidět sklon svých světelných kuželů 45 stupňů. Obyčejný prostoročasový diagram se používá k ilustraci této vlastnosti Lorentzovy transformace. Jinde je nedílnou součástí světelných kuželů oblast prostoročasu mimo světelný kužel v daném případě. Události, které jsou vzájemně na jiném místě jsou navzájem nepozorovatelné a nemohou být příčinně spojeny.

## Obecná teorie relativity
V plochém prostoročasu je budoucí světelný kužel události hranicí její kauzální budoucnosti a minulý světelný kužel je hranicí kauzální minulosti.
V zakřiveném prostoročasu, za předpokladu, že je prostoročas globálně hyperbolický. stále platí, že budoucí světelný kužel zahrnuje hranici své kauzální budoucnosti (a minulosti). Avšak gravitační čočka může složit část světelného kuželu do sebe a to takovým způsobem, že část kuželu je uvnitř příčinné budoucnosti a ne na její hranici.